# أبو الشمقمق
مروان بن محمد أبو الشمقمق (112 هـ-200 هـ/730-815) ويكنى أيضا بأبي محمّد، شاعر هجاء بخاري الأصل من موالي بني أمية. عاصر شعراء عدة وهجاهم كبشار بن برد وأبي العتاهية، وأبي نواس، ومروان بن أبي حفصة وله هجاء في يحيى البرمكي وغيره. لقب أبو الشمقمق لطوله. كان عظيم الأنف قبيح المنظر. له ديوان جمعه المستشرق النمساوي فون جرونباوم، ثمّ نشره مرفقًا بترجمة الدراسة التي قام بها المستشرق النمساوي محمد يوسف نجم. مضيفًا إليه بعض المقطوعات، ثمّ توالت بعد ذلك الطبعات الواحدة تلو الآخرى ناقلة ما قد قام به الأولون.
أبو الشمقمق من أهل البصرة وزار بغداد في أول خلافة الرشيد. هجا يحيى البرمكي وغيره. قال عنه المبرد: «كان أبو الشمقمق ربما لحن، ويهزل كثيراً، ويجد فيكثر». من أشهر شعره قصيدته في وصف داره في البصرة التي مطلعها:
وقال أيضًا: